# Somateria
Somateria is een geslacht van vogels uit de familie van de eendachtigen (Anatidae). De naam is een samenstelling van het Griekse σωμα, soma (lichaam) en ὲριον, erion (wol).
Het geslacht telt drie soorten.

## Soorten
- Somateria fischeri – Brileider
- Somateria mollissima – Eider
- Somateria spectabilis – Koningseider